# Leonardo da Vinci (film, 1919)
Pour plus de détails, voir Fiche technique et Distribution.
Leonardo da Vinci (littéralement : Léonard de Vinci) est un film italien réalisé par Giulia Cassini Rizzotto (it) et Mario Corsi en 1919.
Ce film muet en noir et blanc s'inspire de la vie et des œuvres du célèbre polymathe florentin, Léonard de Vinci.

## Fiche technique
- Titre original : Leonardo da Vinci
- Pays d'origine :  Italie
- Année : 1919
- Réalisation : Giulia Cassini Rizzotto (it) et Mario Corsi
- Scénario : Mario Corsi
- Photographie : Guido Presepi, Lamberto Pineschi
- Société de production : Historica Film, Rome
- Société de distribution : Historica Film
- Langue : italien
- Format : Noir et blanc – 1,33:1 – 35 mm – Muet
- Genre : Film biographique
- Longueur de pellicule : 1 682 mètres
- Dates de sortie :
  -  Royaume d'Italie : juillet 1919

## Distribution
- Alberto Pasquali (it) : Leonardo da Vinci
- Laura Darville : Monna Lisa
- Beppo Corradi : Ludovico il Moro
- Rina Calabria	: Cecilia Gallerani
- Salvatore Lo Turco : Zoroastro
- Alfredo Bracci
- Gilda Pieroni